# Nemzeti Demokrata Szövetség
A Nemzeti Demokrata Szövetség (NDSZ) rövid életű magyarországi párt volt az 1990-es években.

## Története
A párt 1991. május 17-én tartotta alakuló közgyűlését az Országos Közművelődési Központban Pozsgay Imre volt kommunista-szocialista politikus és Bíró Zoltán, az MDF volt első (ügyvezető)  elnökének vezetésével. A 216 alapító tag között volt Sára Sándor, Kukorelli István, Mezei András, Tallóssy Frigyes, Tálas Barna, Püski Sándor, Gidai Erzsébet, Zala Tamás és Gecse Gusztáv is. Rajtuk kívül még három további országgyűlési képviselő is csatlakozott a párthoz.
Alapítói a lakiteleki találkozó szellemét kívánták követni, s mint ilyen, középpárti jellegű szervezet lenni, amely a munkavállalói és kisvállalkozói érdekek politikai képviseletét tartotta a legfontosabb feladatának, együttműködve a főbb érdekvédelmi szervekkel. Ezen kívül szorgalmazta a gazdaság dinamizálását, a közteherviselés és az újraelosztás igazságosabbá tételét a szociális piacgazdaság feltételei között. Felszólalt az állami hitelfelvételek ellen, valamint szorgalmazta a nemzet jövőjét, a gazdasági és a kulturális élet elemi működőképességét szolgáló közintézmények megerősítését, illetve a közrend és közbiztonság megerősítését.
A sok ismert név ellenére az 1994-es választáson az NDSZ nemhogy mandátumhoz nem jutott, de még az egy százalékot sem sikerült teljesítenie; az összes jelöltje elvérzett az első fordulóban. A szervezetet 1996 januári megszűnéséig Pozsgay és Bíró, mint társelnökök vezették. A párt tagságának egy része ezután 1996 áprilisában Nemzeti Demokrata Párt néven új szervezetet hozott létre, ám ők sem jártak több sikerrel.

## Országgyűlési választási eredményei
| Választások | Szavazatok száma (I. forduló) | Szavazatok aránya (I. forduló) | Szavazatok száma (II. forduló) | Szavazatok aránya (II. forduló) | Mandátumok száma | Mandátumok aránya | Parlamenti szerepe |
| ----------- | ----------------------------- | ------------------------------ | ------------------------------ | ------------------------------- | ---------------- | ----------------- | ------------------ |
| 1994-es     | 32 258                        | 0,60%                          | —                              | —                               | —                | —                 | nem jutott be      |